# Dwergboomwrat
De dwergboomwrat (Lycogala conicum) is een slijmzwam behorend tot de familie Reticulariidae. Hij leeft saprotroof op rottend hout van bomen.

## Kenmerken
De vruchtlichamen zijn kegel- tot eivormig, 1 tot 3,5 mm hoog, de donkere schubben staan zonder kamers in een grof netwerk. De wand is stevig en scheurt aan de bovenzijde open om de sporen vrij te laten. Het plasmodium is roze.
De sporen meten 4,5–7 μm en zijn in verse toestand roze, later geelachtig grijs. De sporen zijn geornamenteerd met netwerk van smalle richels om de kleine mazen. Het pseudocapilitium bestaat uit onregelmatig gevormde buizen met een diameter van 3 tot 10 µm.

## Verspreiding
In Nederland komt de dwergboomwrat zeldzaam voor.